# 登加公園站
登加公園地铁站（英語：Tengah Park MRT Station，代號JE2）是新加坡地鐵裕廊區域線上的車站，位于新加坡本岛登加与武吉巴督规划区交界處。车站预计将于2028年启用。